# Napoleon Distelmans
Napoleon Distelmans (Berchem (avui barri d'Anvers), 3 de juny, 1884 - Idem. 19 d'agost, 1946), va ser un violista i professor belga al Conservatori d'Anvers.

## Carrera
El seu pare era un pobre sabater amb grans ambicions musicals. Volia crear una orquestra formada només pels seus descendents. Malauradament, la seva feble dona va morir durant el naixement del seu sisè fill, per la qual cosa va haver de limitar-se a formar un quartet de corda.
L'Escola de Música Flamenca d'Anvers acabava de ser reconeguda com a conservatori sota l'impuls de Peter Benoit, convertint-se en la primera institució d'educació superior de Bèlgica amb el neerlandès com a llengua d'ensenyament, quan els germans s'hi van matricular. Amb els altres premiats del conservatori Emiel Dingemans, Arthur van Sintruyen i Albert Van de Vijver, Napoleon Distelmans va formar part del quartet flamenc.
Ja abans de la Primera Guerra Mundial va guanyar el prestigiós Prix de Rome de viola, que consistia en una beca que va utilitzar per estudiar amb un important violista de l'època a Londres. Gairebé automàticament en guanyar aquest premi es va convertir en professor del conservatori.
La classe de Napoleon Distelmans aviat va ser sobrenomenada la "classe del compositor" perquè més tard diversos graduats van triar una carrera com a compositor en lloc d'una carrera com a violista, entre ells Jef Maes, August Baeyens (conegut com el primer modernista belga), Ernest van der Eyken i Peter Frans de Puysseleyr.
Distelmans també va combinar la seva formació al conservatori durant un temps amb una posició com a solista de viola a l'Orquestra de la "Royal Zoological Society of Antwerp", l'orquestra permanent de la "Society for New Music", fundada el 1902, que antigament va comptar amb compositors com Ravel, Stravinski, Mahler i Rachmaninov a Anvers per dur a terme el seu propi treball a la sala al costat de l'estació central. El director resident era Flor Alpaerts i el concertista de violí Lodewijk De Vocht.
August De Boeck va compondre la seva Fantasia per a viola i piano per a Napoleon Distelmans, que va interpretar per primera vegada tant la versió per a piano el 1916 com la versió orquestral el 1929 amb l'orquestra simfònica de la "Royal Zoological Society".

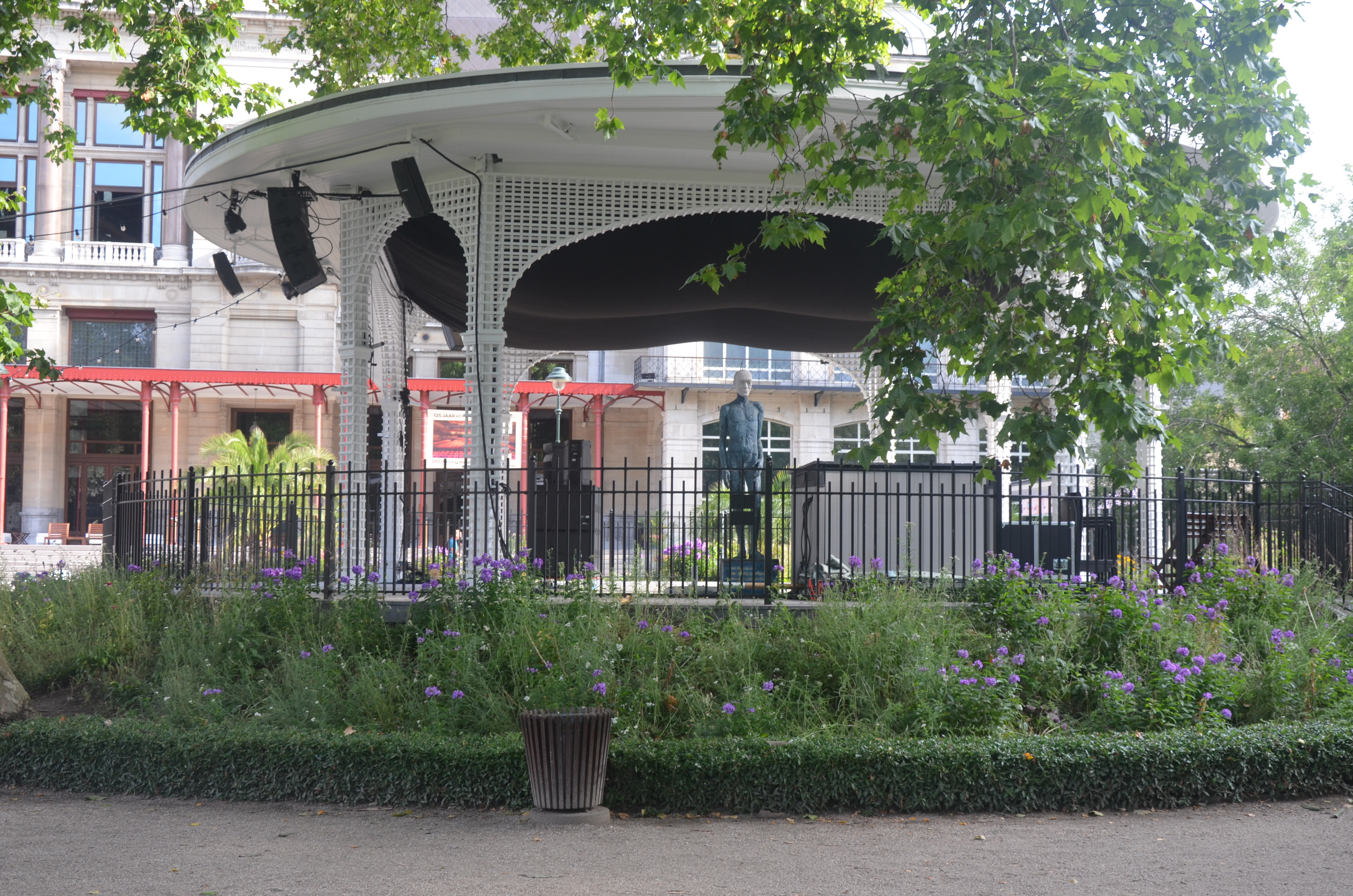
Quiosc de música del zoo d'Anvers

Entre les guerres mundials, Napoleó va ser el centre d'un quartet de corda que va formar amb els seus germans Karel, Petrus i Joseph, tots tres intèrprets d'instruments de corda i empleats a l'Òpera d'Anvers. Eren l'orquestra de la casa de l'industrial flamenc Lieven Gevaert El fet que l'ambient nacionalista flamenc de l'Escola de Música d'Anvers s'hagués esvaït en alguns dels seus germans i no en d'altres, portaria a una escissió durant la Segona Guerra Mundial i significaria el final del quartet en acabar la guerra. El seu germà violoncel·lista Karel, nacionalista fanàtic, es va donar a conèixer als anys 30 i 40 com a fundador i director musical d'un cor format exclusivament per sords.
Napoleon Distelmans era més conegut pel públic en general a través dels seus concerts matinals al quiosc de música del zoo d'Anvers durant el període d'entreguerres.
Napoleon Distelmans va ser un promotor a Flandes de l'obra de l'autor holandès Multatuli.